# Antonio Baldacci (remero)
Antonio Baldacci (Capraia e Limite, 31 de mayo de 1951) es un deportista italiano que compitió en remo. Ganó dos medallas de bronce en el Campeonato Mundial de Remo, en los años 1981 y 1987.

## Palmarés internacional
| Campeonato Mundial | Campeonato Mundial     | Campeonato Mundial | Campeonato Mundial |
| Año                | Lugar                  | Medalla            | Prueba             |
| ------------------ | ---------------------- | ------------------ | ------------------ |
| 1981               | Múnich (RFA)           | Medalla de bronce  | Dos sin timonel    |
| 1987               | Copenhague (Dinamarca) | Medalla de bronce  | Ocho con timonel   |